# قابلیت انتقال (دینامیک سازه‌ها)
در مکانیک مهندسی، قابلیت انتقال (Transmissibility) به صورت نسبت بیشینه جابه‌جایی خروجی به بیشینه جابه‌جایی ورودی یک سیستم در پاسخ به یک فرکانس یا محدوده‌ی مشخصی از فرکانس‌ها تعریف می‌گردد. این کمیت، معیاری برای شناخت چگونگی انتقال ارتعاشات میان نقاط مختلف یک سازه را فراهم می‌آورد.

## مفهوم
در مکانیک جامدات، قابلیت انتقال یکی از مفاهیم بنیادین است که به طور مکرر مورد بررسی قرار می‌گیرد. این مفهوم توانایی یک سیستم، به طور خاص یک سیستم نوسانی، برای انتقال ارتعاشات از یک نقطه به نقطه‌ای دیگر را توصیف می‌کند. قابلیت انتقال در مهندسی، به ویژه در حوزه‌های طراحی سازه و مهندسی مکانیک، از اهمیت ویژه‌ای برخوردار است؛ چرا که مطالعه‌ی تأثیرات و پیامدهای ناشی از ارتعاشات در این حوزه‌ها امری ضروری تلقی می‌شود.

انتهای چپ طناب با فرکانس ۱ هرتز به صورت مستمر نوسان می‌کند و به دلیل میرا شدن انرژی وارده در طول طناب، دامنه‌ی جابه‌جایی انتهای راست کمتر از انتهای چپ است. (از آنجایی که نسبت بیشینه جابه‌حایی خروجی نسبت به بیشینه جابه‌جایی ورودی کمتر از ۱ است پس قابلیت انتقال نیروی طناب از ۱ کمتر است)

## اهمیت و کاربرد
قابلیت انتقال، به عنوان معیاری برای سنجش اثربخشی انتقال انرژی در یک سیستم تحت اثر اعمال نیروی خارجی، تعریف می‌شود. به عبارتی دقیق‌تر، قابلیت انتقال، بیانگر میزان انتقال انرژی نوسانی ناشی از نیروی خارجی اعمال شده به یک سیستم مکانیکی یا سازه است.
مطالعه قابلیت انتقال، مزایای قابل توجهی را در درک و کنترل رفتار سازه‌ها تحت اثر نیروهای لرزشی به همراه دارد. این مفهوم باارزش در موارد زیر کاربرد دارد:
- پیش‌بینی انتقال ارتعاشات از اجزای فعال (لرزاننده) به اجزای غیرفعال (بدون لرزش) در یک سیستم.
- کاهش ارتعاشات ناخواسته و ارتقای عملکرد سازه‌ای برای مهندسان و طراحان سازه.
- طراحی و اتخاذ روش‌های پیشگیرانه برای نگهداری از سیستم (سازه) به کمک سنجش انتقال انرژی در سیستم.

همچنین، کاربردهای مطالعه‌ی قابلت انتقال به حوزه‌هایی مانند کنترل صدا و ارتعاش، مهندسی زلزله و طراحی مکانیکی گسترش می‌یابد.
اصول قابلیت انتقال دامنه‌ای بسیار گسترده‌تر از کنترل ارتعاشات و مکانیک جامدات دارد. مفهوم قابلیت انتقال، از تضمین تعادل آکوستیک در طراحی معماری تا بهینه‌سازی پاسخ سیستم‌ها در مهندسی کنترل و تحلیل دینامیکی سازه‌ها، کاربردهای مهیج و متنوعی را در سراسر رشته‌های مختلف مهندسی دارد.

## فرمول و بیان ریاضی[۱]
قابلیت انتقال به صورت کمّی و از طریق یک فرمول ریاضی قابل محاسبه است. برای یک سیستم یک درجه آزادی، این فرمول به صورت زیر بیان می‌شود:
{\displaystyle TR=R_{d}{\sqrt {1+(2\xi {\frac {\omega }{\omega _{n}}})^{2}}}}
که در آن:
- {\displaystyle TR}: قابلیت انتقال
- {\displaystyle R_{d}}: ضریب پاسخ تغییر‌شکل
- {\displaystyle \xi }: نسبت میرایی
- {\displaystyle \omega }: فرکانس تحریک
- {\displaystyle \omega _{n}}: فرکانس طبیعی سیستم

این معادله، نسبتی از بار دینامیکی اعمال‌شده را که از طریق یک دستگاه جداساز لرزه‌ای منتقل می‌شود، نشان می‌دهد.
رابطه‌ی «ضریب پاسخ تغییر شکل» جهت محاسبه آن به شرح زیر است:
{\displaystyle R_{d}={\frac {1}{\sqrt {[1-({\frac {\omega }{\omega _{n}}})^{2}]^{2}+[2\xi {\frac {\omega }{\omega _{n}}}]^{2}}}}}
و با جایگذاری این رابطه در رابطه‌ی «قابلیت انتقال» به فرمول زیر میرسیم:

نمودار «قابلیت انتقال - نسبت فرکانس» در نسبت میرایی های مختلف

{\displaystyle TR={\Biggl (}{\frac {1+(2\xi {\frac {\omega }{\omega _{n}}})^{2}}{[1-({\frac {\omega }{\omega _{n}}})^{2}]^{2}+[2\xi {\frac {\omega }{\omega _{n}}}]^{2}}}{\Biggr )}^{\frac {1}{2}}}

## مثال‌های کاربردی
یکی از ساده‌ترین نمونه‌ها برای درک انتقال ارتعاش، استفاده از یک سیستم یک درجه آزادی مانند مدل جرم و فنر به همراه میراگر است. این مدل به طور رایج برای نمایش انواع سیستم‌های مهندسی به کار می‌رود. این مدل شامل جرمی است که تحت تأثیر نیروی خارجی قرار می‌گیرد و ارتعاش می‌کند، فنری که انرژی پتانسیل الاستیک را ذخیره می‌کند و میراگری که این انرژی را تلف می‌کند.

### انتقال نیروی لرزه‌ای
به عنوان مثال، می‌توان یک پل معلق را در نظر گرفت. نیروی خارجی اصلی که بر چنین پلی اثر می‌کند، می‌تواند باد باشد. فرض کنید پل به گونه‌ای طراحی شده است که با فرکانس طبیعی {\displaystyle \omega _{n}} عمل کند. اگر فرکانس باد با این فرکانس طبیعی مطابقت داشته باشد، پل می‌تواند دچار نوسانات شدید شود که منجر به خرابی احتمالی سازه می‌گردد. این پدیده با نام رزونانس یا تشدید شناخته می‌شود.
به منظور کاهش احتمال وقوع این پدیده، مهندسان ملزم به طراحی سازه پل با در نظر گرفتن ضریب میرایی هستند تا اطمینان حاصل شود که پاسخ پل در زمان نزدیک شدن فرکانس باد به فرکانس طبیعی پل، به حداقل برسد. با انجام این کار، انتقال‌پذیری به کمترین میزان خود رسیده و در نتیجه، انتقال ارتعاش (یعنی انتقال انرژی مکانیکی) کاهش می‌یابد و در نهایت، یکپارچگی و ایمنی سازه افزایش می‌یابد.

پل معلق تاکوما، واشنگتون، ایالات متحده آمریکا (۱۹۴۰) - الف) تصویر پل قبل‌از فروپاشی، ب) تصویر پل حین تغییر شکل‌های شدید ناشی از تشدید، ج) تصویر پل پس از فروپاشی

### انتقال نیروی غیرلرزه‌ای
نیاز به مطالعه و کنترل انتقال نیرو در مهندسی، تنها به لرزش محدود نمی‌شود. سیستم‌های بسیاری وجود دارند که شامل انتقال نیرو می‌شوند و قابل بررسی هستند. یک نمونه‌ی آن، سیستم جابه‌جایی مواد در یک محیط صنعتی است که وظیفه‌ی حمل بارها از قسمتی به قسمت دیگر از کارخانه را بر عهده دارد. در این سیستم، وسیله‌ای که بار را حمل می‌کند (مانند تسمه نقاله)، به‌عنوان واسطه‌ای برای انتقال نیروی اعمال‌شده به زیرساخت‌های پشتیبان عمل می‌کند.
برای درک بهتر، سیستم تسمه نقاله‌ی موجود در یک کارخانه را در نظر بگیرید. فرض کنید جعبه‌ی سنگینی روی تسمه نقاله قرار می‌گیرد. وزن جعبه، نیرویی رو به پایین به تسمه نقاله وارد می‌کند. این نیرو از طریق تسمه به ستون‌های نگهدارنده و نهایتا به کف کارخانه منتقل می‌شود. درک و اندازه‌گیری میزان انتقال این نیرو برای اطمینان از تحمل سیستم و زیرساخت‌های پشتیبان در برابر نیروهای وارده، حیاتی است.
تحلیل انتقال نیرو (قابلیت انتقال) به مهندسان طراح کمک می‌کند تا از توانایی تمام اجزای سیستم، از جمله سازه‌های نگهدارنده، برای تحمل مؤثر نیروهای وارده اطمینان حاصل کنند. عدم توجه کافی به این نیروها می‌تواند منجر به سایش، پارگی و خرابی احتمالی قطعات یا در بدترین حالت، فروریختگی سازه شود.

## قابلیت انتقال در رشته‌های مختلف مهندسی
برای درک عمیق‌تر، به سراغ کاربردهای متنوع قابلیت انتقال در رشته‌های مختلف مهندسی می‌رویم و بر اهمیت آن به عنوان یک اصل کلی تاکید می‌کنیم.

### مهندسی کنترل
در مهندسی کنترل، مطالعه‌ی پاسخ فرکانسیِ سیستم، که همان بررسی انتقال نیرو در فرکانس‌های مختلف است، برای طراحی استراتژی‌های کنترل بهینه، نقشی اساسی ایفا می‌کند. این حوزه اغلب با سیستم‌های دینامیکی سر و کار دارد که در آن‌ها، واکنش سیستم به سیگنال‌های ورودی، اهمیت محوری دارد.
{\displaystyle T(\omega )={\frac {X(\omega )}{F(\omega )}}}

در این معادله، خروجی {\displaystyle X(\omega )} پاسخ سیستم و ورودی {\displaystyle F(\omega )} نیروی اعمال‌شده بر سیستم است. مهندسان کنترل با محاسبه‌ی تابع انتقال (همان میزان انتقال نیرو)، ابزاری کارآمد برای پیش‌بینی خروجی سیستم در برابر یک ورودی شناخته‌شده در طیف وسیعی از فرکانس‌ها به دست می‌آورند. این امر همچنین به مدل‌سازی رفتار سیستم و بهینه‌سازی پارامترهای کنترل کمک می‌کند.

### مهندسی صوت
در مهندسی صوت، قابلیت انتقال مفهومی کلیدی در طراحی استراتژی‌های کنترل نویز، ایجاد ویژگی‌های عایق صوتی و پیش‌بینی الگوهای انتشار صدا دارد. از آنجایی که سیگنال‌های صوتی ماهیت لرزشی دارند، به‌کارگیری اصول انتقال لرزش به مهندسان اجازه می‌دهد تا مشکلات مربوط به صدا را تحلیل کرده و راه‌حل‌هایی برای آن‌ها ارائه دهند. ساختمان‌ها، اتاق‌های استودیو و سالن‌های کنسرت به شکلی هوشمندانه طراحی می‌شوند تا انتقال صوتی را کنترل کنند و در عین حال، نویز ناخواسته را کاهش دهند.

### مهندسی سازه
در مهندسی سازه، قابلیت انتقال به ویژه در طراحی لرزه‌ای، مفهومی حیاتی محسوب می‌شود. مهندسان با مدل‌سازی سازه‌ها به عنوان سیستم‌های دینامیکی، تحلیل لرزه‌ای را انجام داده و سازه‌هایی با ویژگی‌های مطلوب انتقال نیرو طراحی می‌کنند.

## تاثیر مفهوم قابلیت انتقال بر طراحی
درک مفهوم قابلیت انتقال، تأثیر چشمگیری بر تصمیم‌گیری‌ها در طراحی‌های مهندسی دارد. مهندسان به طور مستمر از تحلیل‌های انتقال نیرو برای پیش‌بینی دقیق پاسخ سیستم‌ها، طراحی سامانه‌هایی با عملکرد بالا و مدیریت اثرات مخرب ناشی از ارتعاشات ناخواسته بهره می‌گیرند.
در جداسازی لرزشی (Vibration isolation)، جایی که هدف جلوگیری از انتقال لرزش از یک منبع به گیرنده است، می‌توان سیستم‌هایی با هدف کاهش قابلیت انتقال در فرکانس‌های عملیاتی طراحی کرد. این امر اغلب شامل انتخاب مواد با میرایی خاص، استفاده از هندسه‌های معین و به‌کارگیری تجهیزات جداساز لرزشی می‌شود. هنگامی که صحبت از طراحی پل‌ها و ساختمان‌ها می‌شود، قابلیت انتقال نقش بسیار مهمی ایفا می‌کند. مهندسان عمران از محاسبات انتقال نیرو برای پیش‌بینی چگونگی انتقال بارهای مخرب (مانند بارهای ناشی از زلزله یا بادهای شدید) از طریق سازه و اصلاح طراحی برای سازگاری بهینه با این بارها استفاده می‌کنند.
به‌طور خلاصه، مفهوم قابلیت انتقال، طراحی پیشگیرانه را تسهیل می‌بخشد، جایی که سیستم‌ها از همان ابتدا برای پاسخگویی بهینه تحت شرایط عملیاتی مختلف طراحی می‌شوند. برای مهندسان، درک این مفهوم، اساس ایجاد طرح‌های کارآمد، بادوام و بهینه‌سازی‌شده است که مطابق با الزامات عملیاتی مشخص‌شده عمل می‌كنند.